# Richmond (circonscription britanno-colombienne)
Pour les articles homonymes, voir Richmond.
Circonscription électorale provinciale du Canada
Richmond est une ancienne circonscription provinciale de la Colombie-Britannique représentée à l'Assemblée législative de la Colombie-Britannique de 1903 à 1924 et de 1966 à 1991.

## Géographie
La circonscription représentait la ville et la région de Richmond dans le sud-ouest de la province.

## Liste des députés
1903-1924
| Législature                                                         | Années    | Député   | Député                       | Parti        |
| Richmond                                                            | Richmond  | Richmond | Richmond                     | Richmond     |
| ------------------------------------------------------------------- | --------- | -------- | ---------------------------- | ------------ |
| 10e                                                                 | 1903–1907 |          | Francis Lovett Carter-Cotton | Conservateur |
| 11e                                                                 | 1907–1909 |          | Francis Lovett Carter-Cotton | Conservateur |
| 12e                                                                 | 1909–1912 |          | Francis Lovett Carter-Cotton | Conservateur |
| 13e                                                                 | 1912–1916 |          | Francis Lovett Carter-Cotton | Conservateur |
| 14e                                                                 | 1916–1920 |          | Gerald Grattan McGeer        | Libéral      |
| 15e                                                                 | 1920–1924 |          | Thomas Pearson               | Conservateur |
| Circonscription abolie, voir Richmond-Point Grey et South Vancouver |           |          |                              |              |

1966-1986
| Législature | Années    | Député | Député               | Parti         |
| ----------- | --------- | ------ | -------------------- | ------------- |
| 28e         | 1966–1969 |        | Ernest A. LeCours    | Créditiste    |
| 29e         | 1969–1972 |        | Ernest A. LeCours    | Créditiste    |
| 30e         | 1972–1975 |        | Harold Leslie Steves | Néo-démocrate |
| 31e         | 1975–1979 |        | James Arthur Nielsen | Créditiste    |
| 32e         | 1979–1983 |        | James Arthur Nielsen | Créditiste    |
| 33e         | 1983–1986 |        | James Arthur Nielsen | Créditiste    |

1986-1991
| Législature | Années    | Député | Député      | Parti      | Député | Député              | Parti      |
| ----------- | --------- | ------ | ----------- | ---------- | ------ | ------------------- | ---------- |
| 34e         | 1986–1991 |        | Nick Loenen | Créditiste |        | William Vander Zalm | Créditiste |

## Résultats électoraux
1986-1991
1966-1986
1903-1924